# Karl Poggensee
Karl Poggensee (* 1909; † 1980) war ein deutscher Raketentechniker.
Zusammen mit Reinhold Tiling arbeitete er an der Entwicklung von Raketen mit Feststoffantrieb. Am 20. Februar 1931 erreichte eine Rakete die Höhe von 450 m, am 13. März sogar 1800 m.
Später arbeitete Poggensee an der Entwicklung der V2-Rakete mit und führte nach dem Zweiten Weltkrieg im oldenburgischen Hespenbusch seine Tests an Feststoffraketen fort. Im Jahr 1952 gründete er einen raketentechnischen Verein, die „Deutsche Agentur für Raumfahrtangelegenheiten“ (DAFRA), die später in „Deutsche Raketengesellschaft“ und „Hermann-Oberth-Gesellschaft“ umbenannt wurde. Bereits wenige Jahre später wurde das Testgelände zu klein, so dass die folgenden Raketenstarts ab 1957 auf einem Cuxhavener Gelände stattfanden.
Karl Poggensee war der Vater der Sängerin Renate Kern.